# Danh sách album đạt chứng nhận tại Hàn Quốc

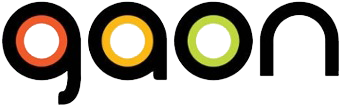
Logo của Bảng xếp hạng Âm nhạc Gaon, được giới thiệu vào năm 2010

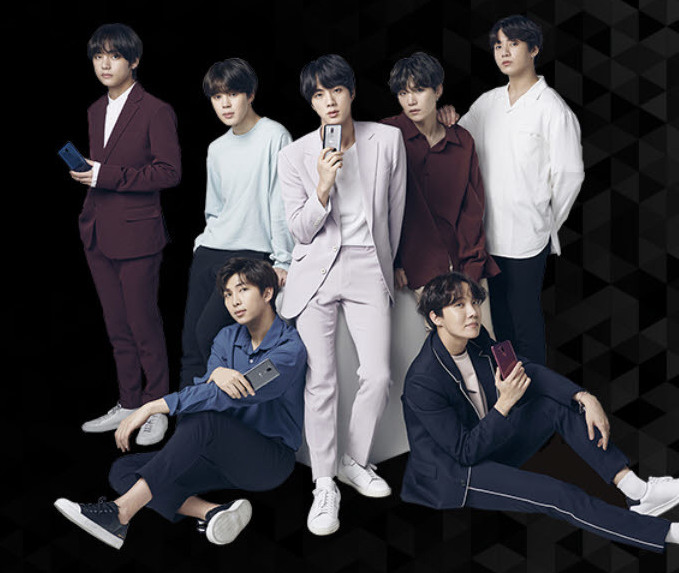
Nhóm nhạc nam Hàn Quốc BTS đã 6 lần nhận được chứng nhận Triệu cho hơn 18 triệu bản album. Album phòng thu năm 2020 của họ Map of the Soul: 7 là album đầu tiên đạt chứng nhận 4× Triệu và là album bán chạy nhất tại Hàn Quốc. Đây cũng là album tiếng Hàn đầu tiên bán được hơn 4 triệu bản trong lịch sử bảng xếp hạng Gaon.

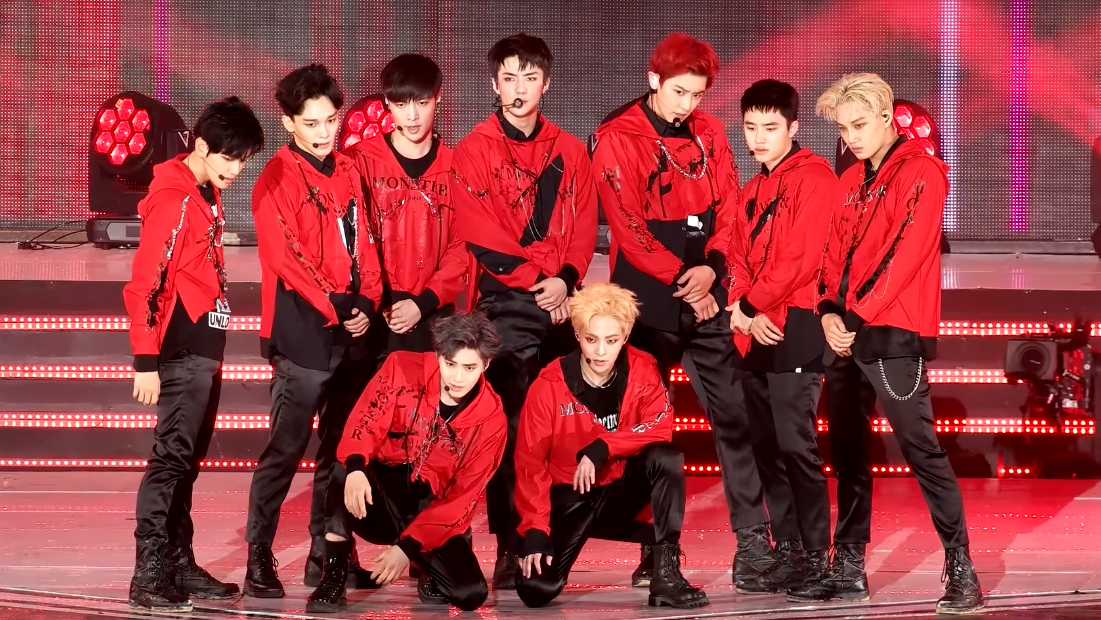
Exo (ảnh chụp năm 2016) là nghệ sĩ đầu tiên sau BTS nhận được chứng nhận Triệu cho hơn 1 bản triệu bản album. Họ đã nhận được chứng nhận vào ngày 11 tháng 1 năm 2019 cho album phòng thu thứ năm Don't Mess Up My Tempo (2018).

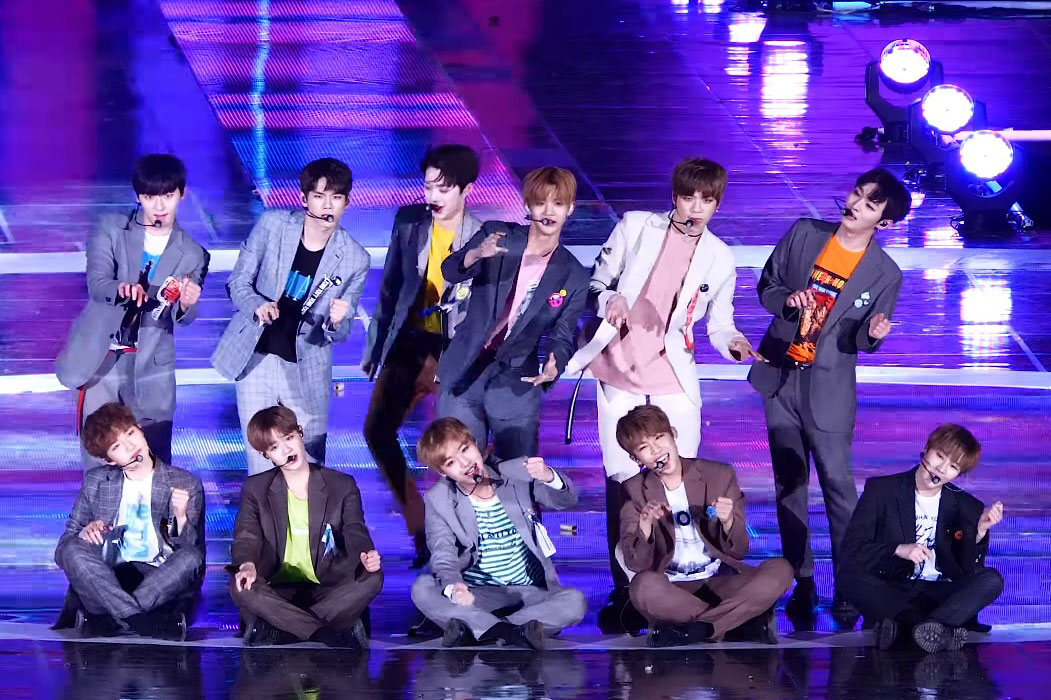
Wanna One (ảnh chụp năm 2018) là một trong những nhóm đầu tiên nhận được chứng nhận vào tháng 5 năm 2018, cho mini album 0+1=1 (I Promise You).

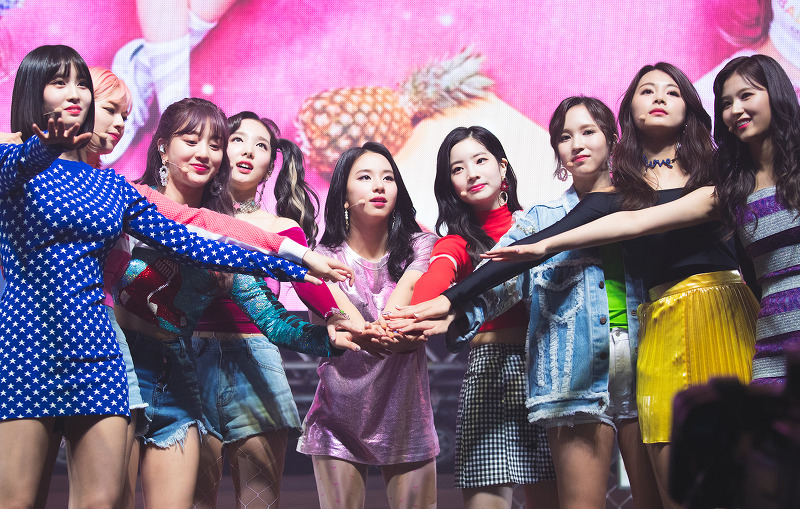
Twice (ảnh chụp năm 2018) đã nhận được 7 chứng nhận.

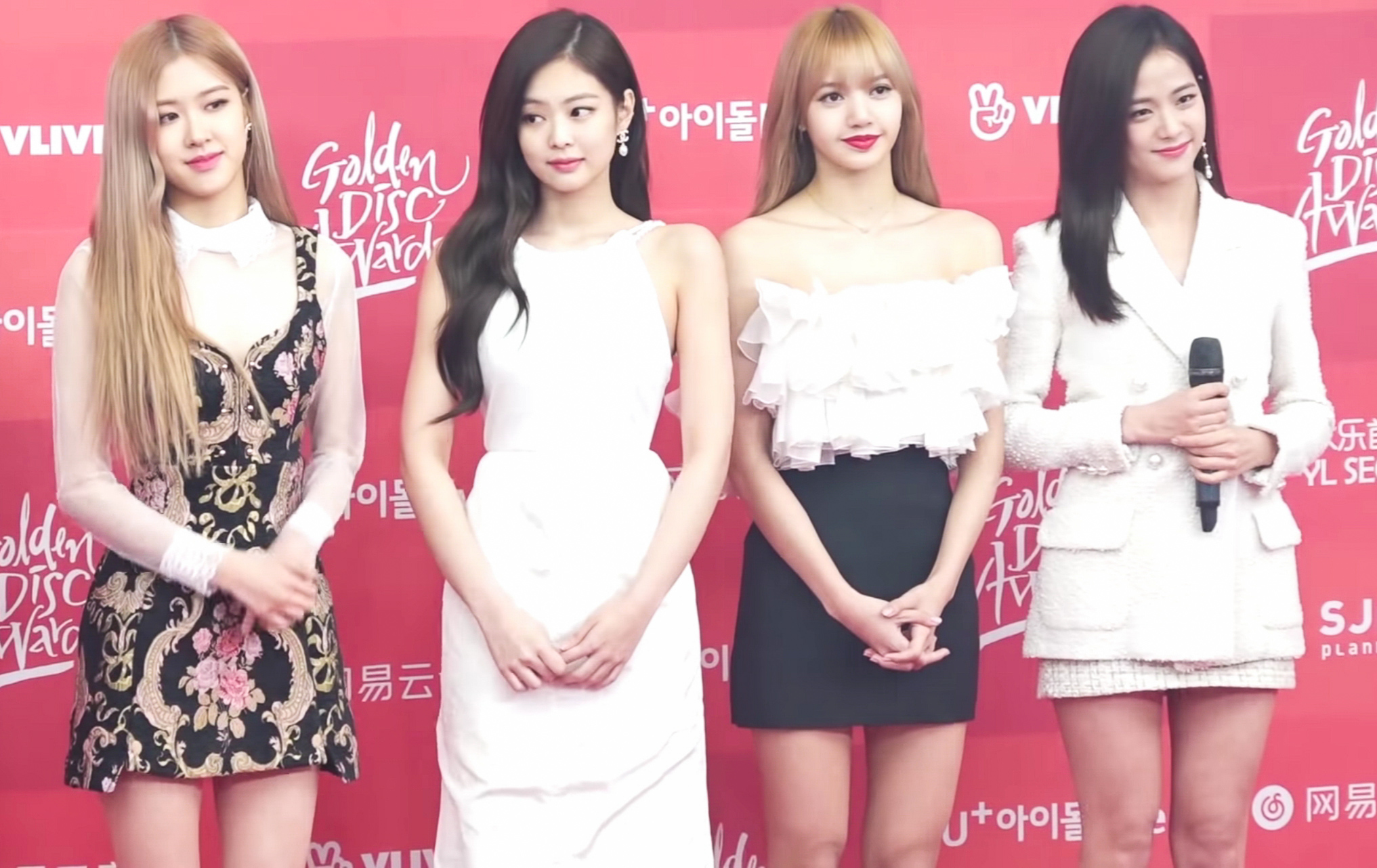
Blackpink là nhóm nhạc nữ K-pop đầu tiên nhận được chứng nhận Triệu với album đầu tay The Album.

Kể từ năm 2018, mười hai album đã đạt được chứng nhận tại Hàn Quốc theo các cấp độ chứng nhận do Hiệp hội Nội dung Âm nhạc Hàn Quốc (KMCA) thiết lập. Được thành lập vào năm 2008, với mục đích thúc đẩy quyền lợi nghề nghiệp của các thành viên cũng như tham gia vào việc chống vi phạm bản quyền, KMCA đã giới thiệu bảng xếp hạng chính thức của Hàn Quốc vào năm 2010. Chứng nhận các đĩa thu âm đã được thực hiện vào tháng 4 năm 2018, với các sản phẩm phát hành sau ngày 1 tháng 1 năm 2018.
Những album đầu tiên đạt được chứng nhận là Eyes on You của Got7, NCT 2018 Empathy của NCT và 0+1=1 (I Promise You) của Wanna One vào ngày 5 tháng 5 năm 2018. Twice, Blackpink, Iz*One, Rosé, IU, Itzy, Red Velvet, Lisa và Aespa là những nghệ sĩ nữ duy nhất nhận được chứng nhận album.
Tính đến tháng 12 năm 2021, các album đạt được chứng nhận cao nhất của Hàn Quốc là Map of the Soul: 7 (2020) và Map of the Soul: Persona (2019), album phòng thu thứ tư và mini album thứ sáu của nhóm nhạc nam BTS. Cả 2 album đã lần lượt được trao chứng nhận 4× Triệu vào tháng 4 năm 2020 và tháng 5 năm 2021 sau khi bán được hơn 4 triệu bản mỗi album.

## Chứng nhận
| Ngưỡng cho mỗi chứng nhận | Ngưỡng cho mỗi chứng nhận | Ngưỡng cho mỗi chứng nhận | Ngưỡng cho mỗi chứng nhận | Ngưỡng cho mỗi chứng nhận |
| Bạch kim                  | 2× Bạch kim               | 3× Bạch kim               | Triệu                     | 2× Triệu                  |
| ------------------------- | ------------------------- | ------------------------- | ------------------------- | ------------------------- |
| 250,000                   | 500,000                   | 750,000                   | 1,000,000                 | 2,000,000                 |

## Theo đơn vị
| Nghệ sĩ   | Album                          | Chứng nhận  | Doanh số chứng nhận | Ngày phát hành    | Ngày chứng nhận   |
| --------- | ------------------------------ | ----------- | ------------------- | ----------------- | ----------------- |
| BTS       | Map of the Soul: 7             | 4× Triệu    | 4,000,000           | 21 tháng 2, 2020  | 9 tháng 4, 2020   |
| BTS       | Map of the Soul: Persona       | 4× Triệu    | 4,000,000           | 12 tháng 4, 2019  | 6 tháng 5, 2021   |
| BTS       | Be                             | 3× Triệu    | 3,000,000           | 20 tháng 11, 2020 | 11 tháng 3, 2021  |
| BTS       | Love Yourself 結 'Answer'      | 3× Triệu    | 3,000,000           | 24 tháng 8, 2018  | 11 tháng 11, 2021 |
| BTS       | Love Yourself 轉 'Tear'        | 2× Triệu    | 2,000,000           | 18 tháng 5, 2018  | 8 tháng 8, 2018   |
| NCT Dream | Hot Sauce                      | 2× Triệu    | 2,000,000           | 10 tháng 5, 2021  | 8 tháng 7, 2021   |
| BTS       | Butter                         | 2× Triệu    | 2,000,000           | 21 tháng 5, 2021  | 9 tháng 9, 2021   |
| NCT 127   | Sticker                        | 2× Triệu    | 2,000,000           | 17 tháng 9, 2021  | 11 tháng 11, 2021 |
| Seventeen | Attacca                        | 2× Triệu    | 2,000,000           | 22 tháng 10, 2021 | 9 tháng 12, 2021  |
| Exo       | Don't Mess Up My Tempo         | Triệu       | 1,000,000           | 2 tháng 11, 2018  | 11 tháng 1, 2019  |
| Wanna One | 0+1=1 (I Promise You)          | 3× Bạch kim | 750,000             | 19 tháng 3, 2018  | 5 tháng 5, 2018   |
| BTS       | BTS World: Original Soundtrack | 2× Bạch kim | 500,000             | 28 tháng 6, 2019  | 8 tháng 8, 2019   |
| Wanna One | 1÷x=1 (Undivided)              | 2× Bạch kim | 500,000             | 4 tháng 6, 2018   | 9 tháng 8, 2018   |
| Wanna One | 1¹¹=1 (Power of Destiny)       | 2× Bạch kim | 250,000             | 19 tháng 11, 2018 | 11 tháng 1, 2019  |
| Exo       | Love Shot                      | 2× Bạch kim | 250,000             | 13 tháng 12, 2018 | 7 tháng 2, 2019   |
| GOT7      | Eyes on You                    | Bạch kim    | 250,000             | 12 tháng 3, 2018  | 5 tháng 5, 2018   |
| NCT       | NCT 2018 Empathy               | Bạch kim    | 250,000             | 14 tháng 3, 2018  | 5 tháng 5, 2018   |
| Twice     | What Is Love?                  | Bạch kim    | 250,000             | 9 tháng 4, 2018   | 8 tháng 6, 2018   |
| Exo-CBX   | Blooming Days                  | Bạch kim    | 250,000             | 10 tháng 4, 2018  | 8 tháng 6, 2018   |
| Twice     | Summer Nights                  | Bạch kim    | 250,000             | 9 tháng 7, 2018   | 6 tháng 9, 2018   |
| Seventeen | You Make My Day                | Bạch kim    | 250,000             | 16 tháng 7, 2018  | 6 tháng 9, 2018   |
| NU'EST W  | Who, You                       | Bạch kim    | 250,000             | 25 tháng 6, 2018  | 8 tháng 11, 2018  |
| GOT7      | Present: You                   | Bạch kim    | 250,000             | 17 tháng 9, 2018  | 8 tháng 11, 2018  |
| NCT 127   | Regular-Irregular              | Bạch kim    | 250,000             | 12 tháng 10, 2018 | 6 tháng 12, 2018  |
| Twice     | Yes or Yes                     | Bạch kim    | 250,000             | 5 tháng 11, 2018  | 11 tháng 1, 2019  |
| Blackpink | Square Up                      | Bạch kim    | 250,000             | 15 tháng 6, 2018  | 7 tháng 3, 2019   |
| Seventeen | You Made My Dawn               | Bạch kim    | 250,000             | 21 tháng 1, 2019  | 7 tháng 3, 2019   |
| Twice     | Fancy You                      | Bạch kim    | 250,000             | 22 tháng 4, 2019  | 6 tháng 6, 2019   |
| Blackpink | Kill This Love                 | Bạch kim    | 250,000             | 5 tháng 4, 2019   | 6 tháng 6, 2019   |
| GOT7      | Spinning Top                   | Bạch kim    | 250,000             | 20 tháng 5, 2019  | 11 tháng 7, 2019  |
| NCT 127   | We Are Superhuman              | Bạch kim    | 250,000             | 24 tháng 5, 2019  | 11 tháng 7, 2019  |
| Monsta X  | Take.2 We Are Here             | Bạch kim    | 250,000             | 18 tháng 2, 2019  | 11 tháng 7, 2019  |